# Шум квантования
Шум квантования — ошибки, возникающие при квантовании сигнала. В зависимости от типа аналого-цифрового преобразования могут возникать из-за округления (до определённого разряда) сигнала или усечения (отбрасывания младших разрядов) сигнала.

## Математическое описание

### Модель

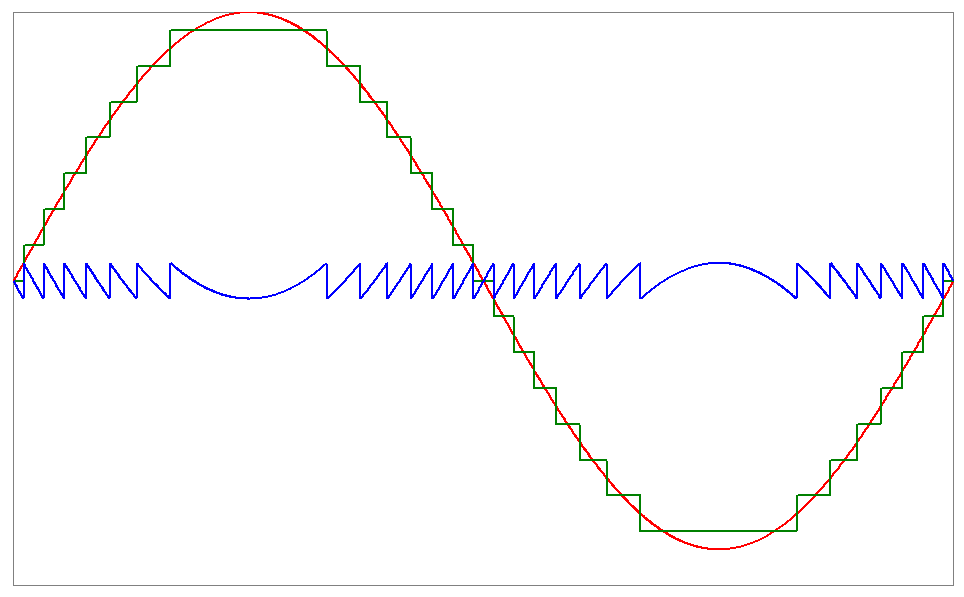
Пример. Ошибка квантования (синяя линия) синусоидального сигнала (красная линия). Квантованный сигнал - зелёная линия.

Шум квантования можно представить как аддитивный дискретный сигнал {\displaystyle e(nT)}, учитывающий ошибки квантования. Если {\displaystyle d(nT)} — входной сигнал квантователя, а {\displaystyle F[\,]} — его передаточная функция, то имеем следующую линейную модель шума квантования:
{\displaystyle e(nT)=F[d(nT)]-d(nT)}
Линейная модель используется для аналитического исследования свойств шума квантования.

### Детерминированные оценки
Детерминированные оценки позволяют определить абсолютные границы шума квантования в случае равномерного квантования:
{\displaystyle |max[e(nT)]|={\frac {1}{m}}2^{-b}={\frac {1}{m}}Q},
где {\displaystyle b} — число разрядов квантования (сигнала {\displaystyle e(nT)}),
{\displaystyle Q} — шаг квантования
{\displaystyle m=2} — при округлении
{\displaystyle m=1} — при усечении.

### Вероятностные оценки
Вероятностные оценки основаны на представлении ошибок квантования (сигнала {\displaystyle e(nT)}) как случайного шумоподобного процесса. Допущения, вводимые относительно шума квантования:
- Последовательность {\displaystyle e(nT)} является стационарным случайным процессом
- Последовательность {\displaystyle e(nT)} не коррелирована с квантуемым сигналом {\displaystyle d(nT)}
- Любые два отсчёта последовательности {\displaystyle e(nT)} не коррелированы, то есть шум квантования является процессом типа «белый шум».
- Распределение вероятности ошибок квантования является равномерным по диапазону ошибок квантования.

В таком случае математическое ожидание {\displaystyle M_{e}} и дисперсия {\displaystyle D_{e}} шума квантования определяется следующим образом (при квантовании используется дополнительный код):
- {\displaystyle M_{e}=-0,5Q}
- {\displaystyle D_{e}=Q^{2}/12}